# تیم ملی فوتبال زیر ۲۳ سال ازبکستان
تیم ملی فوتبال زیر ۲۳ سال ازبکستان (به انگلیسی: Uzbekistan national under-23 football team) تیم فوتبال جوانان کشور ازبکستان است و زیر نظر فدراسیون فوتبال ازبکستان فعالیت می‌کند. این تیم نمایندهٔ ازبکستان در بازی‌های المپیک و بازی‌های آسیایی است.